# Académie des arts du spectacle Bade-Wurtemberg
L'Académie des arts du spectacle de Baden-Würtemberg (en allemand : Akademie für Darstellende Kunst Baden-Württemberg ) est une école publique d'art dramatique à Ludwigsburg, en Allemagne. Fondée en 2007 sur le campus de la Film Academy Baden-Württemberg, l'Académie des arts du spectacle propose une formation interdisciplinaire, combinant le théâtre et le cinéma.